# Мацун
Мацу́н (вірм. մածուն), мацо́ні (груз. მაწონი) — кисломолочний продукт, типовий для стародавніх народів, що населяють не тільки Анатолію і Месопотамію, але й уздовж усього Великого шовкового шляху від Гімалаїв до Європи.

## Цінність мацуну
За своєю практичності він стоїть нарівні з іншими знаменитими продуктами, такими як Хлібний Лаваш (сухий), Фруктовий Лаваш (кислий), бастурма, суджук, сир, сало.
Справжній мацун має щільну пастоподібну консистенцію і здатний зберігатися тим довше, чим менше сироватки в ньому залишиться. Правильно приготований Мацун зберігається в холодильнику до декількох місяців. У старовину його навіть сушили.
Протягом багатьох століть мацун заслужив добру славу, тамуючи не тільки голод, але й забезпечуючи всіма мікроелементами, необхідними для повноцінного підтримання здоров'я.

## Споживання мацуну
З мацуна готуються як самостійні холодні і гарячі страви, так і складові частини інших страв.
Мабуть, основний спосіб споживання — це намазування мацуну на хліб. Все залежить від ситуації та обраної консистенції.
Історична та природна швидка їжа для вірменів — це замотана в лаваш зелень (кінза, тархун, базилік), з сиром і бастурмою, і зверху мацун. Зелень і мацун дивовижно «гасять» сіль бастурми і сиру.
Мабуть, головним продуктом, щоб перекусити на ходу, у всіх гірських народів — це бутерброд з намазаним мацуном. Бутерброд однаково незрівнянний, чи він посолений, чи посипаний навіть цукром.
Мацун чудово доповнює будь-який солодкий стіл. Таке легке кисле доповнення дивовижно «гасить» нудотно солодкі продукти.